# 新発田城址公園
新発田城址公園（しばたじょうしこうえん）は、新潟県新発田市にある公園である。日本の歴史公園100選に指定されている。

## 概要
新発田城跡を含む市の中心地にある公園で、市のシンボル的な公園であり市民の憩いの場とされている。毎日夜には城の建物がライトアップされる。春には桜の名所となり、多くの観光客が訪れる。
戦前には営前練兵場があり、大杉栄（思想家）が少年の頃にここで遊んだといわれ、彼ゆかりの銀杏の木が今もある。旧新発田城本丸は、太平洋戦争の後まで旧日本陸軍が置かれ、現在も自衛隊が駐屯（新発田駐屯地）し、見学者の立ち入りが制限されている。また、この公園からときより城（自衛隊敷地部分）を巡回している隊員や城の背後から自衛隊機のヘリコプターが飛び立つ光景が見られる。

## 施設

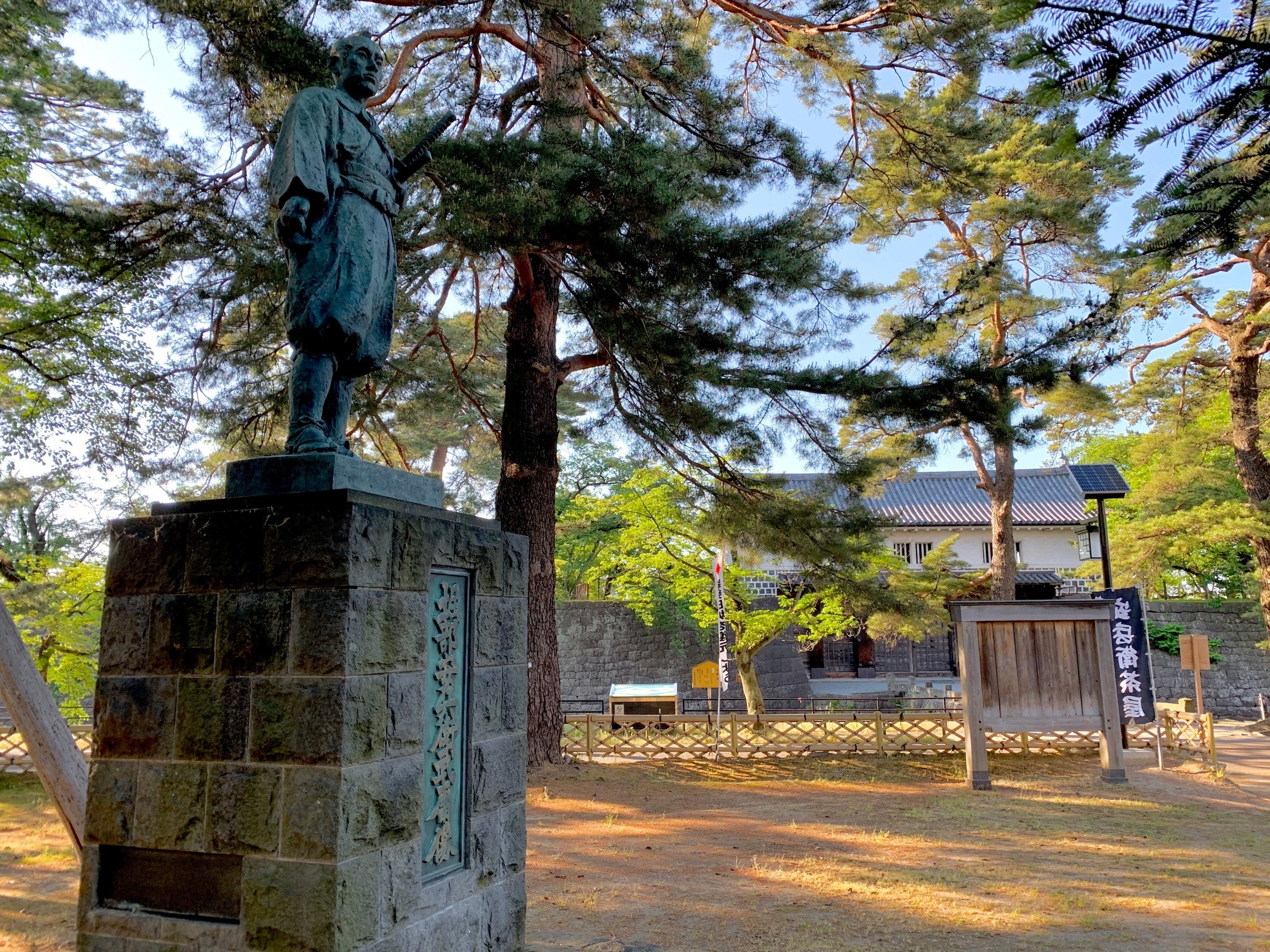
堀部安兵衛の銅像

- 新発田城跡：本丸表門（現存）、旧二ノ丸隅櫓（移築現存・鉄砲櫓跡）、辰巳櫓（木造復元）三階櫓（木造復元）があり、三階櫓は自衛隊敷地内（新発田駐屯地）のため外観の観覧はできるが内部は非公開である。入場無料、開門期間は4月から11月まで。
- 安兵衛茶屋：軽食、御土産販売所。開店期間は城址の開門期間に準じている。
- 公園内駐車場：無料で利用できる駐車場で、数台分の駐車スペースがある。

## イベント
桜の咲く4月には「新発田の春まつり」としてステージアトラクション、ぼんぼりの点灯、露店の出店、各種イベントが開催される。
また1月には「城下町しばた全国雑煮合戦」も開催される。

## アクセス
- JR羽越本線「新発田駅」から北西へ徒歩約20分
  - 新発田駅前のイクネスしばたMINTO館にレンタサイクルあり（営業期間：4月1日〜11月30日）
  - 新発田市街を廻る「あやめバス」が運行されており、「新発田城址公園」バス停がある[1]。
- 日本海東北自動車道・聖籠新発田ICより車で約10分
  - 駐車場は無料で、辰巳櫓近くと公園南側にそれぞれ十数台程度のものがあるほか、隣接する防災公園「アイネスしばた」に100台程度のものが整備されている。

## 近隣施設
- 新発田西公園 - 幾つもの慰霊碑が建てられている。
- 白壁兵舎 - 新発田駐屯地内にある兵舎。史料館として公開されている。
- アイネスしばた - 城址公園に隣接する防災公園（新潟県立新発田病院跡地）。
- 新発田市民文化会館・蕗谷虹児記念館・新発田市立歴史図書館